# Секс-робота

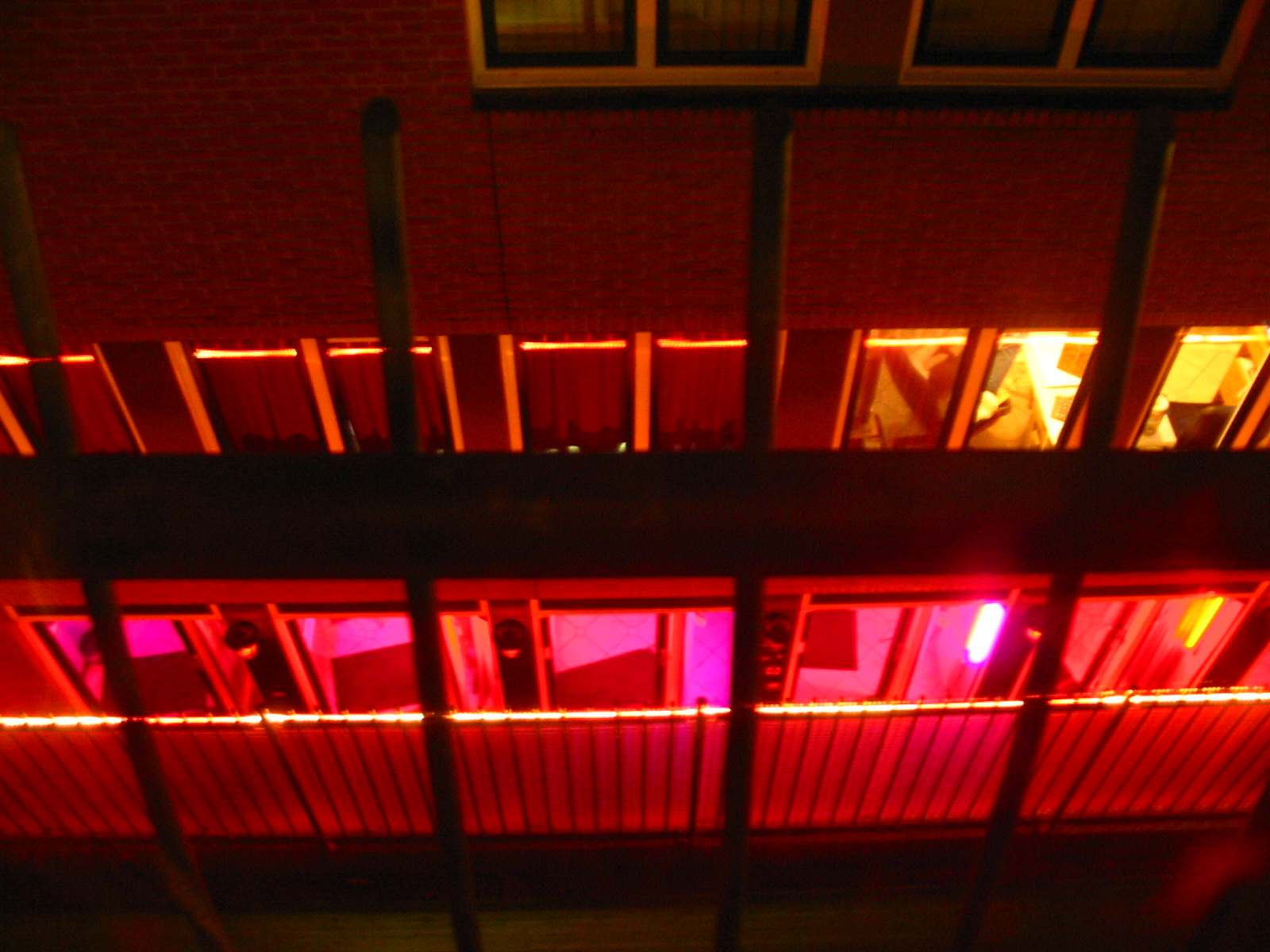
Червоне світло в Амстердамі

Секс-робота або сексуальні послуги — термін, яким в деяких країнах називають проституцію прихильники її легалізації. В законодавстві більшості країн, включно з Україною, та в міжнародному праві термін відсутній, натомість вживається термін проституція. У 1978 році колишня повія та активістка Керол Лі ввела термін «секс-робота» та «секс-працівник(-ця)», який набув ужитку в 1980-х.
Прибічники терміна вважають, що секс-робота стосується лише добровільних контактів дорослих за свідомою згодою, без будь-яких методів примусу, крім оплати. Таким чином, термін не стосується торгівлі людьми та інших примусових практик, таких як дитяча проституція.
У 2016 році до ООН Жінки надійшло офіційне звернення сотень жінок, які пережили проституцію, та десятків громадських організацій, де вони висловлювались проти терміна секс-робота: «…те, що ми пережили від покупців сексу, сутенерів, власників борделів, торговців людьми та інших наших експлуататорів, не було ні сексом, ні роботою, а нескінченним потоком насильства, деградації та дегуманізації, накладеного на наші тіла та розум».

## Полеміка
Ліберальний рух підкреслює, що оскільки непропорційна частка людей у проституції є бідними та знедоленими, держави повинні зосередитись передовсім на соціальній політиці, що покращує життя. Феміністичні погляди на порнографію та проституцію ґрунтуються на феміністичній теорії, трактуючи проституцію як системну практику, що увічнює сексуальну об'єктивацію жінок та сприяє супремасизму й гендерній нерівності.
У відповідь прихильники проституції стверджують, що це заперечує вибір людей, що займаються проституцією, і що вибір зайнятися нею може надати повноважень. Вони стверджують, що феміністки базуються на уявленнях про сексуальність, побудованих патріархатом для регулювання сексуальності жінок. Активістки, які підтримують секс-індустрію, стверджують, що криміналізація проституції завдає більшої шкоди жінкам та їх сексуальній автономії. «Жінка може займатися сексом безкоштовно, але як тільки вона отримує щось цінне за свої послуги, вчинок стає незаконним».